# Jaap Meijer (wielrenner)

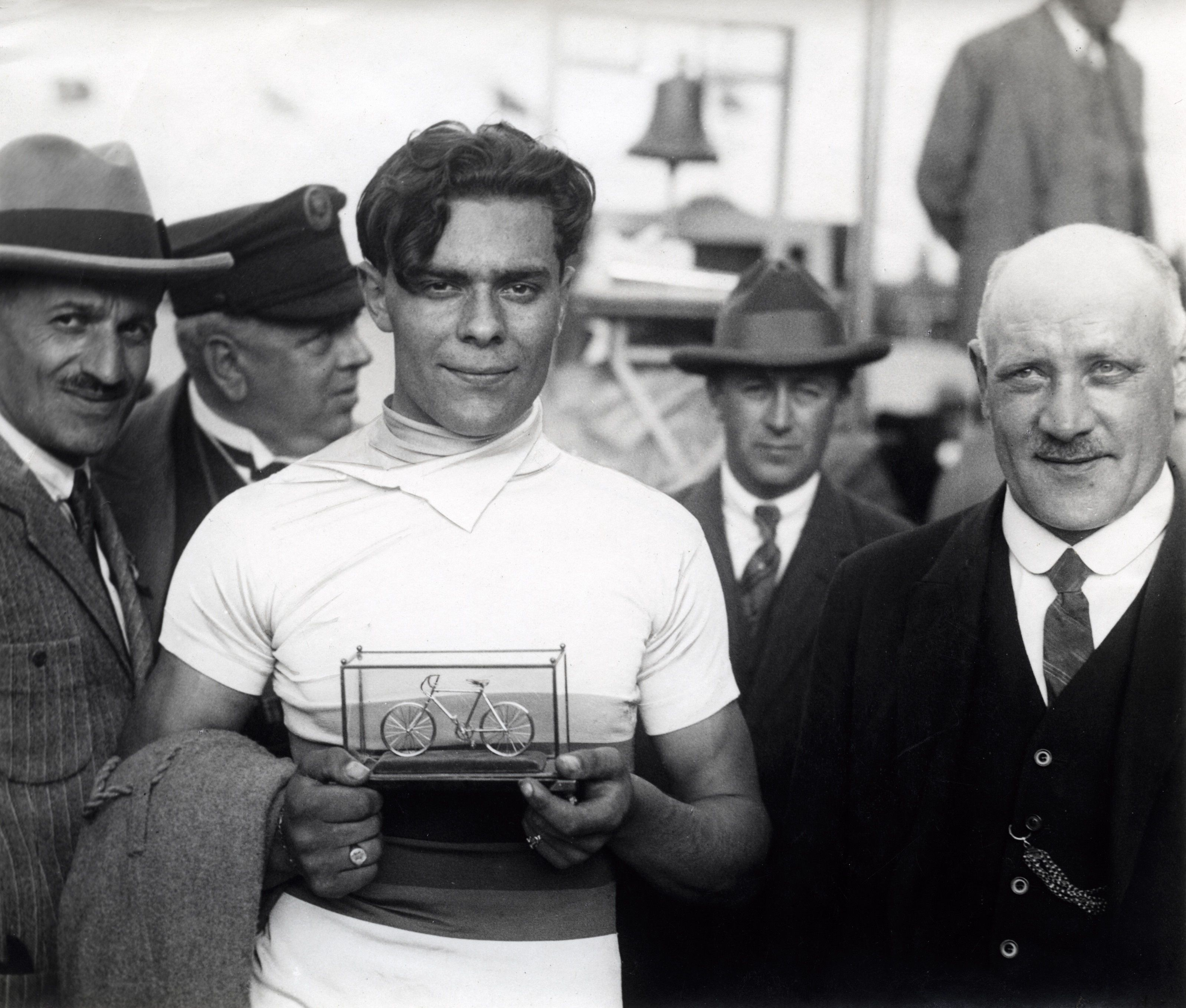
Jaap Meijer als wereldkampioen sprint bij de amateurs, Stadion Amsterdam 1925.

Jacob (Jaap) Meijer (Amsterdam, 20 april 1905 - Meerle (België), 2 december 1943) was een Nederlands wielrenner.

## Carrière
Meijer was een begenadigd sprinter die vooral in de jaren '20 actief was. In 1924 won hij de zilveren medaille tijdens de Olympische Spelen op de 1000 m sprint en een jaar later werd hij wereldkampioen bij de amateurs voor zijn landgenoten Antoine Mazairac en Bernard Leene. Van 1926 tot 1932 was hij professioneel wielrenner. Alhoewel hij bij de profs nooit Nederlands kampioen werd, haalde hij wel zes keer het erepodium.
Jaap Meijer was van beroep houder van een elektronicazaak en later van een café. Hij kwam in 1943 in de Belgische grensgemeente Meerle om het leven bij een auto-ongeluk.